# All That You Can’t Leave Behind
All That You Can’t Leave Behind ist das zehnte Studioalbum der irischen Rockband U2 und wurde am 30. Oktober 2000 veröffentlicht. Das Album stieg in über 30 Ländern auf Platz eins in die Charts ein und rückte die Band wieder zurück in die Öffentlichkeit. Die im folgenden Jahr zur Vorstellung des Albums absolvierte Elevation-Tour mit insgesamt über einhundert Konzerten in Nordamerika und Europa wurde zur kommerziell zweiterfolgreichsten Tournee der Musikgeschichte.

## Trackliste
1. Beautiful Day – 4:08
2. Stuck In a Moment You Can’t Get Out of – 4:32
3. Elevation – 3:48
4. Walk On – 4:56
5. Kite – 4:27
6. In a Little While – 3:39
7. Wild Honey – 3:47
8. Peace On Earth – 4:48
9. When I Look at the World – 4:18
10. New York – 5:30
11. Grace – 5:41
12. The Ground Beneath Her Feet (UK-Bonus-Track) – 3:44

## Singleveröffentlichungen
- Beautiful Day
- Stuck in a Moment You Can’t Get Out
- Elevation
- Walk On

## Aufnahme
Nachdem ihr vorheriges, experimentelles Album Pop und die dazugehörige Tour von Fans und Kritikern nicht so positiv aufgenommen wurden wie ihre vorhergehenden Alben, wandte sich die Band wieder ihrem traditionelleren Stil zu. Für die Produktion engagierten sie diesmal Daniel Lanois und Brian Eno. Von 1998 bis 2000 wurde es aufgenommen, dazwischen wurde unter anderem eine zweimonatige Pause eingelegt, weil Lanois und Bono den Soundtrack zum Film The Million Dollar Hotel aufnehmen mussten.

## Albumcover
Das Cover zeigt die Band am Flughafen Paris-Charles de Gaulle (Roissy Hall 2F). Das Video zur Single-Auskopplung Beautiful Day wurde ebenfalls auf dem Flughafen gedreht.

## Wissenswertes
- Das Album wurde mit einem Grammy ausgezeichnet,[5] die Singleauskopplung Beautiful Day mit drei.[6] Die drei anderen Singleauskopplungen Walk On, Elevation und Stuck in a Moment You Can’t Get Out Of erhielten je einen Grammy. Es ist das einzige Album der Musikgeschichte, das zwei Tracks enthält, die den Grammy Award for Record of the Year gewinnen konnten, Beautiful Day 2001 und Walk On 2002.

- Wegen des auf dem Tonträger enthaltenen Songs „Walk On“, der der myanmarischen Politikerin und Friedensnobelpreisträgerin Aung San Suu Kyi gewidmet ist,[7][8] konnte der Versuch, das Album nach Myanmar zu importieren, wo das Lied durch den Staatsrat für Frieden und Entwicklung (SPDC) verboten war, dort mit Gefängnis zwischen drei und 20 Jahren bestraft werden.[9]

## Kritiken
Kritiker nahmen das Album überwiegend positiv auf. Der von Metacritic errechnete Durchschnitt ist 79 von 100 möglichen Punkten mit dem Kommentar „Generally favorable reviews“ (deutsch „überwiegend positive Kritiken“). Die US-amerikanische Zeitschrift Rolling Stone wählte das Album auf Platz 363 der 500 besten Musikalben aller Zeiten und auf Platz 13 der 100 besten Musikalben der 2000er Jahre. Weiterhin bezeichnete der Rolling Stone das Album nach The Joshua Tree und Achtung Baby als „drittes Meisterwerk“ der Band.
Auch die deutsche Presse hatte eine positive Meinung zu All That You Can’t Leave Behind. Eberhard Dobler von laut.de beschrieb das Album, das er mit vier von fünf möglichen Punkten bewertete, als „gute Pop-Musik“ von U2 und lobte das Album als „eine Art Quintessenz ihres Schaffens“. Laut einem weiteren Rezensenten lasse das Album nach einem „fulminanten“ Beginn nach und im weiteren Verlauf könne lediglich When I Look At The World mit den ersten vier Songs „mithalten“. Der Autor vergab sieben von zehn möglichen Punkten.

## Kommerzieller Erfolg

### Chartplatzierungen
Das Album erreichte Platz eins in über 30 Ländern, darunter Deutschland, Österreich und Großbritannien.
| ChartsChartplatzierungen       | Höchstplatzierung | Wochen |
| ------------------------------ | ----------------- | ------ |
| Deutschland (GfK)              | 1 (43 Wo.)        | 43     |
| Irland (IRMA)                  | 1 (120 Wo.)       | 120    |
| Österreich (Ö3)                | 1 (53 Wo.)        | 53     |
| Schweiz (IFPI)                 | 2 (63 Wo.)        | 63     |
| Vereinigte Staaten (Billboard) | 3 (95 Wo.)        | 95     |
| Vereinigtes Königreich (OCC)   | 1 (73 Wo.)        | 73     |

| ChartsJahrescharts (2000)    | Platzierung |
| ---------------------------- | ----------- |
| Deutschland (GfK)            | 51          |
| Österreich (Ö3)              | 21          |
| Schweiz (IFPI)               | 11          |
| Vereinigtes Königreich (OCC) | 30          |

| ChartsJahrescharts (2001)    | Platzierung |
| ---------------------------- | ----------- |
| Deutschland (GfK)            | 44          |
| Österreich (Ö3)              | 16          |
| Schweiz (IFPI)               | 27          |
| Vereinigtes Königreich (OCC) | 23          |

| ChartsJahrescharts (2002)      | Platzierung |
| ------------------------------ | ----------- |
| Vereinigte Staaten (Billboard) | 68          |

### Auszeichnungen für Musikverkäufe
| Land/Region                  | Auszeichnungen für Musikverkäufe (Land/Region, Auszeichnung, Verkäufe) | Verkäufe    |
| ---------------------------- | ---------------------------------------------------------------------- | ----------- |
| Argentinien (CAPIF)          | Platin                                                                 | 60.000      |
| Australien (ARIA)            | 5× Platin                                                              | 350.000     |
| Belgien (BRMA)               | 2× Platin                                                              | (100.000)   |
| Brasilien (PMB)              | Platin                                                                 | 250.000     |
| Dänemark (IFPI)              | 2× Platin                                                              | (100.000)   |
| Deutschland (BVMI)           | 3× Gold                                                                | (450.000)   |
| Europa (IFPI)                | 4× Platin                                                              | 4.000.000   |
| Finnland (IFPI)              | Gold                                                                   | (27.312)    |
| Frankreich (SNEP)            | Platin                                                                 | (550.000)   |
| Italien (FIMI)               | Gold                                                                   | (25.000)    |
| Japan (RIAJ)                 | Platin                                                                 | 200.000     |
| Kanada (MC)                  | 5× Platin                                                              | 500.000     |
| Mexiko (AMPROFON)            | Platin                                                                 | 150.000     |
| Neuseeland (RMNZ)            | 3× Platin                                                              | 45.000      |
| Niederlande (NVPI)           | 2× Platin                                                              | (160.000)   |
| Norwegen (IFPI)              | 2× Platin                                                              | (100.000)   |
| Österreich (IFPI)            | Platin                                                                 | (50.000)    |
| Polen (ZPAV)                 | Gold                                                                   | (50.000)    |
| Schweden (IFPI)              | Platin                                                                 | (80.000)    |
| Schweiz (IFPI)               | 2× Platin                                                              | (100.000)   |
| Spanien (Promusicae)         | 3× Platin                                                              | (300.000)   |
| Südafrika (RISA)             | 3× Platin                                                              | 150.000     |
| Ungarn (MAHASZ)              | Gold                                                                   | (25.000)    |
| Vereinigte Staaten (RIAA)    | 4× Platin                                                              | 4.400.000   |
| Vereinigtes Königreich (BPI) | 4× Platin                                                              | (1.200.000) |
| Insgesamt                    | 5× Gold · 49× Platin ·                                                 | 10.130.000  |

Hauptartikel: U2 (Band)/Auszeichnungen für Musikverkäufe